# Certified Public Accountant
Certified Public Accountant (CPA) ist der US-amerikanische Berufstitel für US-amerikanische Wirtschaftsprüfer, also Fachleute des (vor allem externen) Rechnungswesens, die das CPA-Examen abgelegt haben. Nur wer in einem der US-Bundesstaaten aktiv lizenziert ist, darf den Titel tragen, alle anderen haben die Bezeichnung 'CPA-inactive' zu führen.

## Entwicklung
Der Beruf des CPAs entwickelte sich aus dem Chartered Accountant (Wirtschaftsprüfer), der ab der Mitte des 19. Jahrhunderts mit der Blüte der Aktiengesellschaften in den USA entstand, z. B. Deloitte & Co 1845 und Price Waterhouse 1849. Am Anfang fungierten sie vor allem als Konkursverwalter, erst ab Ende des 19. Jahrhunderts wurden die Einnahmen aus der Buchprüfung größer als die aus Liquidationen.
Aufgrund der besonders seit den 1990er Jahren fortschreitenden Internationalisierung der Rechnungslegung mit Orientierung an den Bilanzierungsvorschriften nach US-GAAP wird die Auszeichnung CPA in zunehmendem Maße in Deutschland und anderen Ländern außerhalb der Vereinigten Staaten angestrebt. Dabei hat sie oft eine Bedeutung als Zusatzqualifizierung von europäischen Wirtschaftsprüfern oder Steuerberatern oder wird als eigenständige Berufsbezeichnung geführt. In Deutschland gibt es rund 1000 Certified Public Accountants (Stand: 2004).
Besonders auch die EU-weite Umstellung der Rechnungslegung börsennotierter Unternehmen auf die an die US-GAAP angelehnten IFRS zum 1. Januar 2005 lässt die Auszeichnung CPA an Bedeutung gewinnen.

## Tätigkeit
Nach derzeitiger Regelung dürfen CPAs in Deutschland bei gesetzlich vorgeschriebenen Jahresabschlussprüfungen keine Bestätigungsvermerke erteilen. Ihre Funktion besteht insbesondere darin, bei der Erstellung und Prüfung internationaler Jahresabschlüsse mitzuwirken und zwischen europäischen und angelsächsischen Finanzkreisen zu vermitteln. Sie können z. B. selbständig im Auftrag von amerikanischen Wirtschaftsprüfern US-GAAP-Jahresabschlüsse von deutschen Unternehmen prüfen, die Tochterunternehmen von amerikanischen Unternehmen sind und in deren Konzernabschluss einbezogen werden. Zudem gibt es eine geringe Anzahl von selbständigen CPAs, die Steuerberatung für amerikanische Steuern in Deutschland anbieten. Viele CPAs sind als deutsche Wirtschaftsprüfer selbständig und betreuen den gehobenen, international ausgerichteten Mittelstand oder sind in den globalen Big-Four-Prüfungsgesellschaften angestellt oder Partner dieser Gesellschaften. Außerdem gibt es CPAs, die in Deutschland als Unternehmensberater oder in der Wissenschaft tätig sind. Letztlich dient die (auch dann gültige) CPA-Lizenz einigen Angestellten in der Industrie als besonderer Qualifikationsnachweis ihrer Kenntnisse in US-GAAP und IFRS sowie in US-amerikanischem Steuer- und Wirtschaftsrecht.

## Examen
Das Ablegen der CPA-Prüfung ist in allen Bundesstaaten der USA möglich. Daneben wird die Prüfung nur in folgenden ausgewählten Ländern angeboten: Japan, Brasilien, Vereinigte Arabische Emirate, Libanon und Kuwait (Stand 29. November 2012).
Der Titel CPA wird nach dem Bestehen des USA-weit einheitlichen Examens von den einzelnen US-Bundesstaaten verliehen. Unterschiede im Detail bestehen hinsichtlich der Vorschriften der einzelnen US-Bundesstaaten für die Zulassung zum CPA-Examen. Abhängig vom jeweiligen Bundesstaat können folgende Voraussetzungen für die Zulassung zum CPA-Examen gefordert werden:
- Studium an einer Hochschule mit 150 credit hours. Dabei ist es unerheblich, ob diese Stunden an einer Universität oder Fachhochschule erbracht wurden. Ebenso ist es nicht erforderlich, ein deutsches WP-Examen abzulegen.
- Eine bestimmte Anzahl von Semesterwochenstunden in den Bereichen Accounting, Auditing (Unternehmensrechnung und Revision), Business Law (Wirtschaftsrecht) und Business (BWL), diese Stunden und die darin erzielten Prüfungsergebnisse werden dann von einer Institution wie z. B. die WES auf amerikanisches Level transferiert und dann in „Credits“ umgerechnet.
- Ein gewisses Mindestalter.

Weitere Anmerkungen:
- Die Durchfallquoten sind berufsspezifisch sehr hoch.
- Ein US-Inländerstatus ist definitiv nicht erforderlich.
- Mindestaufenthaltsdauer im betreffenden Bundesstaat ist ebenfalls nicht erforderlich
- Nach erfolgreich abgelegtem Examen folgt noch ein sogenannter Ethics-Test.
- Abhängig von den jeweiligen Bundesstaaten besteht noch die Pflicht zur jährlichen Weiterbildung (meist in Summe 120 Stunden in drei Jahren), ähnlich wie bei deutschen Wirtschaftsprüfern. Wenn man nicht bei einer WP-Gesellschaft angestellt ist, dann kann die Erlangung der geforderten CPE-Stunden (Continuing Professional Education) sich als recht aufwendig und kostenintensiv gestalten, zumal Kurse des IDW in der Regel (abhängig vom jeweiligen State Board of Accountancy) nicht angerechnet werden. Seit 2013 werden aber auch Präsenzveranstaltungen in Deutschland angeboten, bei denen CPE-Credits erworben werden können.[2]